# Xã Elk, Quận Osage, Kansas
Xã Elk (tiếng Anh: Elk Township) là một xã thuộc quận Osage, tiểu bang Kansas, Hoa Kỳ. Năm 2010, dân số của xã này là 1.886 người.